# Китаев, Николай Геннадьевич
Николай Геннадьевич Китаев (18 [30] апреля 1893, дер. Высоково, Буйский уезд,  Костромская губерния — 1942, РСФСР, СССР, неизвестно) — советский актёр театра и кино.

## Биография
Родился 18 апреля, по другим данным 30 апреля 1893 года в деревне Высоково Буйского уезда Костромской губернии. 
Учился в Костромской классической гимназии с 1904 года по 1912 год, после чего вступил в число студентов Демидовского юридического лицея в Ярославле. В период учёбы заинтересовался театральным искусством и начал посещать различные театры, затем стал пробовать себя на театральной сцене. Завершил обучение в лицее в 1918 году, но уже имея опыт в кинематографической и театральной деятельности. В 1922 году перебрался в Москву, где продолжил заниматься творчеством.  
Служил таким театрам, как «Театр имени Моссовета», «Театр сатиры», «МХАТ 2-й», «Малый театр», «Российский театр драмы имени Ф. Волкова» (Ярославский театр Ф. Волкова), «Кривой Джимми». 
Ушёл из жизни в 1942 году. Полная дата смерти и место захоронения не известно.  

### Личная жизнь
- Был женат на Ольге Яковлевне Фохт[1].

## Фильмография
- 1917 — Коммерции советник Коротнёв с сыновьями — сын Коротнёва
- 1917 — Преступление доктора Галиновского — студент Владимир Галиновский; 2-я роль – его брат-доктор (главная роль)
- 1917 — Тёмные силы–Григорий Распутин и его сподвижники — участие
- 1917 — У ручейка — Иван, любовник Насти
- 1918 — Слёзы каторги — участие
- 1941 — Свинарка и пастух — почтальон Иван Иванович